# 이색도전 별난대결
이색도전 별난대결은 KBS의 예능프로그램이다.

## 코너 목록
- 병아리 월드컵